# Núcleos del rafe

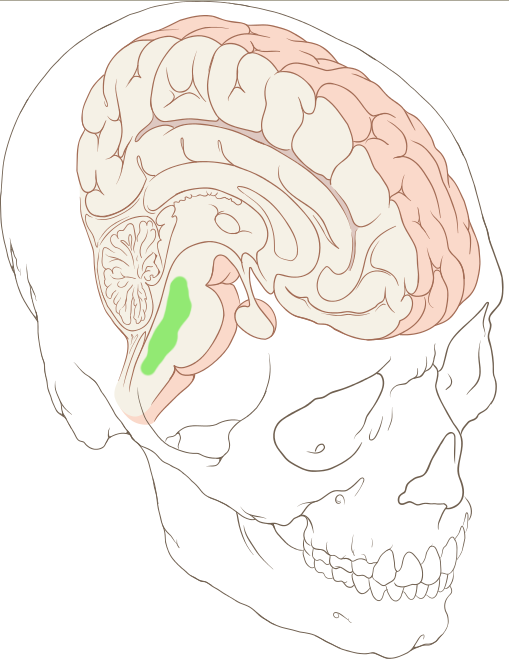
Núcleos del rafe. En verde se ilustra la posición relativa de los núcleos del rafe dentro del encéfalo.

Los núcleos del rafé o cuerpos del rafé (nuclei raphe en latín) son agregados de neuronas que se hallan en la columna medial del tallo encefálico: en el mesencéfalo, el bulbo raquídeo y el puente. Sirven para facilitar la detección y respuesta ante estímulos externos y están relacionados con el sueño y la vigilia. Su principal función es la de liberar serotonina al resto del cerebro.
Etimológicamente, el término "rafe" deriva de la palabra griega ραφή (comisura).

## Descripción
Anatómicamente, los núcleos del rafé son concentraciones de sustancia gris, es decir somas neuronales, distribuidas en seis grupos pares y localizadas a lo largo de toda la longitud del tronco encefálico, alrededor de la formación reticular. Los axones de las neuronas de los núcleos del rafé terminan en, por ejemplo, los núcleos cerebelosos profundos, la corteza cerebral o la médula espinal.
Dependiendo de su posición dentro de las secciones del tallo encefálico, se agrupan en 6 núcleos:
- Médula oblonga (bulbo raquídeo)
  - Núcleo del rafé pallidus
  - Núcleo del rafé obscurus
- Puente (protuberancia anular o puente de Varolio [TA|Pons])
  - Núcleo del rafé magnus
  - Núcleo del rafé pontis
  - Núcleo del rafé reticularis
- Mesencéfalo
  - Núcleo del rafé dorsalis

## Función

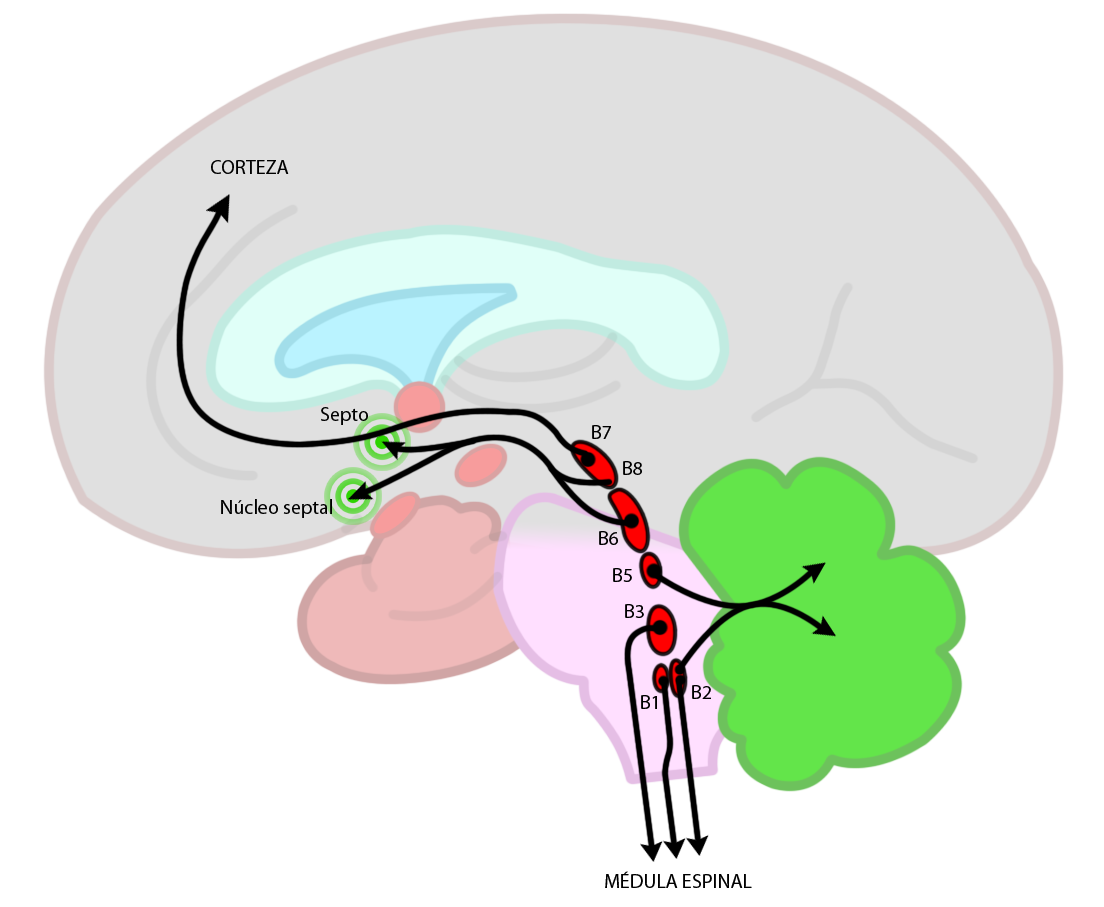
Distribución de los núcleos del rafé en el tallo encefálico. Los diferentes núcleos están referidos con la letra B en el esquema.

Los centros serotoninérgicos están situados en los 6 núcleos del rafé. A partir de ellos, las rutas de señalización por serotonina pueden derivar en tres vertientes: una ruta que alcanza la corteza cerebral, una ruta con dirección a los núcleos septales y otra que se puede extender a la espina dorsal. Los centros serotoninérgicos se identifican con la letra B. Se han identificado 8 centros de serotonina; de los cuales 5 se distribuyen en 5 diferentes núcleos del rafé:
B1 - Núcleo del rafé pallidus

B2 - Núcleo del rafé obscurus

B3 - Núcleo del rafé magnus

B5 - Núcleo del rafé pontis

B7 - Núcleo del rafé dorsalis